# Pfarrkirche Zagersdorf

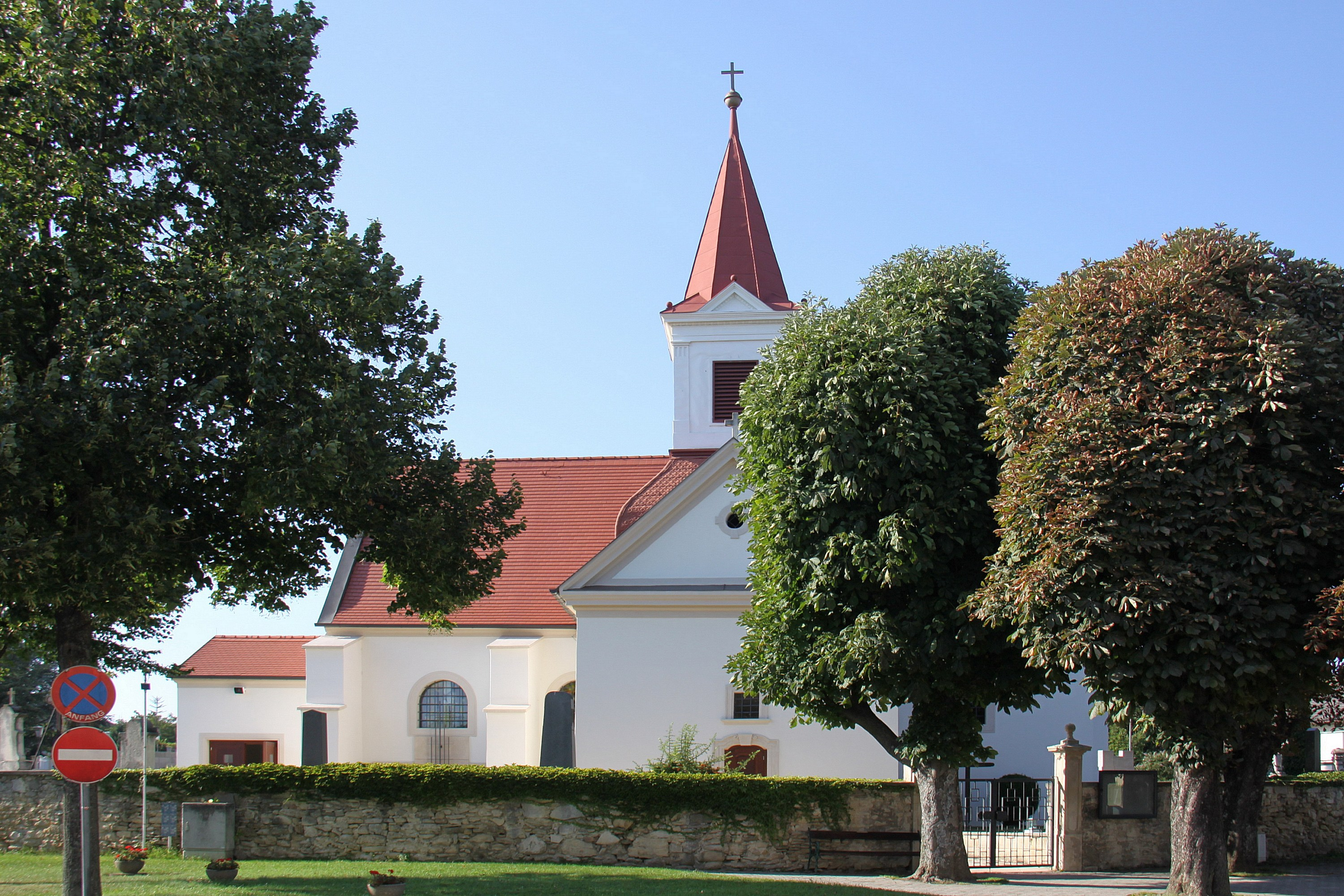
Kath. Pfarrkirche hl. Johannes der Täufer in Zagersdorf

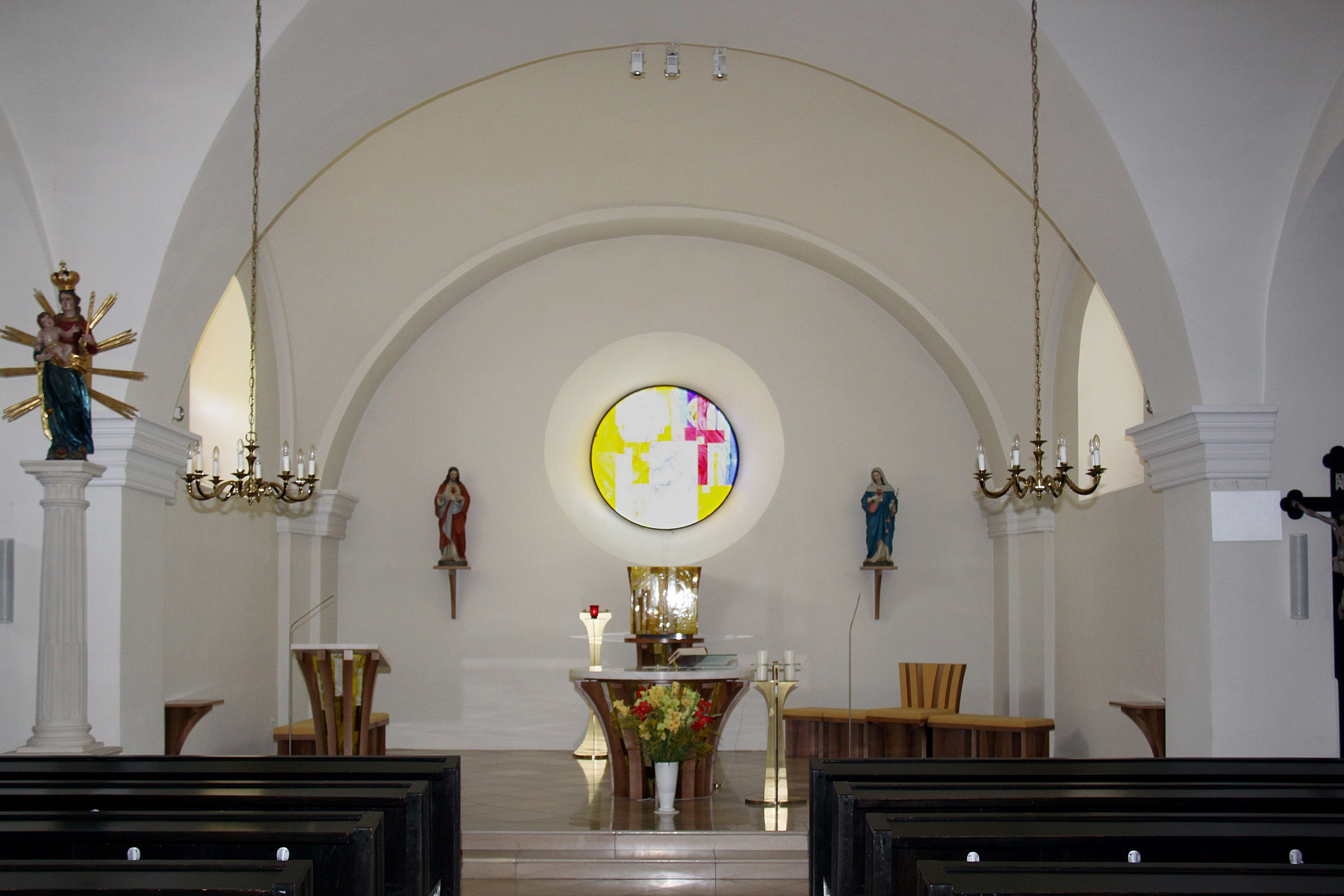
Im Langhaus zum Chor

Die römisch-katholische Pfarrkirche Zagersdorf steht am westlichen Ortsrand im ummauerten alten Friedhof in der Gemeinde Zagersdorf im Bezirk Eisenstadt-Umgebung im Burgenland. Die auf den heiligen Johannes der Täufer geweihte Pfarrkirche gehört zum Dekanat Trausdorf in der Diözese Eisenstadt. Die Kirche steht unter Denkmalschutz.

## Geschichte
Die vorreformatorische Pfarre wurde 1689 wieder errichtet. Ein Kirchenneubau aus 1714 wurde 1774 erweitert. Der Turm wurde 1810 erbaut. Die Kirche wurde 1925 renoviert und 1954 restauriert. Bei der Gesamtrestaurierung 1978 entstanden viele Veränderungen.

## Architektur
Der kleine Kirchenbau mit einem rechteckigen Grundriss hat eine westliche Giebelseite mit einem Windfang. An den westlichen Kirchenjochen stehen barocke Strebepfeiler, an den östlichen Jochen sind querschiffartige Anbauten aus 1774. Am südlichen Querarm ist die Sakristei angebaut, diese trägt einen Dachreiter mit einem Spitzhelm auf einem haubenartigen Anlauf. Der Chor in der Breite des Langhauses ist flach geschlossen. Die Apsis hat ein Platzlgewölbe.
Die drei Schiffsjoche haben ein Tonnengewölbe mit Stichkappen auf flachen derben Pilastern. Die Westempore hat eine Orgelprospekt, welches in die hölzerne Emporenbrüstung eingebaut ist.

## Ausstattung
Die Kirche erhielt 1977/1978 eine neue moderne Einrichtung. Eine Säulenmadonna aus Holz zeigt die Inschrift 1648. Der Taufstein ist aus dem 18. Jahrhundert. Die Orgel aus 1996 mit 10 Registern wurde von Walcker-Mayer in Guntramsdorf gebaut.